# La Puebla de Castro
La Puebla de Castro è un comune spagnolo di 321 abitanti situato nella comunità autonoma dell'Aragona.